# Myristica bialata
Myristica bialata är en tvåhjärtbladig växtart som beskrevs av Otto Warburg. Myristica bialata ingår i släktet Myristica och familjen Myristicaceae. Utöver nominatformen finns också underarten M. b. brevipila.